# Sergio del Campo Fayet
Sergio Alfredo del Campo Fayet (Chillán, 18 de abril de 1957) es un ingeniero comercial, y político chileno, miembro de la Unión Demócrata Independiente (UDI). Ente 2011 y 2014 se desempeñó como subsecretario de Energía durante el primer gobierno del presidente Sebastián Piñera, y también fungió como ministro de Energía (interino) entre el 27 de marzo de 2012 y el 3 de abril de 2012.

## Familia y estudios
Nació en Chillán, el 18 de abril de 1957, hijo de Guillermo del Campo Chávez y Lucía Fayet Díaz. Realizó sus estudios superiores en la carrera de ingeniería comercial en la Universidad de Concepción y luego cursó un máster en administración y dirección de empresas en la Universidad Adolfo Ibáñez (UAI).
Está casado con Katia Andrea Bakulic Fayet.

## Trayectoria pública
Ha trabajado durante más de veinte años en diversas empresas de generación eléctrica. Ocupó cargos gerenciales de las compañías: hidroeléctrica Piedra del Águila Neuquén de Argentina (1993-1997; fue subgerente de Administración y Recursos Humanos), Itabo Sociedad Gener-El Paso (1999-2001, gerente general), Unión Fenosa Generación (2001-2002, gerente general), ambas de República Dominicana.
Hasta 2011, se desempeñó como gerente general de la termoeléctrica Guacolda, empresa en la que participan AES Gener, Copec y el grupo Von Appen.
Militante de la Unión Demócrata Independiente (UDI), en el sector público-político, se desempeñó como superintendente de Educación Pública entre los años 1989 y 1990, designado bajo la dictadura militar del general Augusto Pinochet. Posteriormente en las elecciones parlamentarias de 1993 fue candidato a diputado por la Región de Coquimbo, sin resultar electo.
A comienzos de 2011 fue designado por el entonces presidente Sebastián Piñera como nuevo subsecretario de Energía, cargo que ejerció hasta el final de la administración de Piñera, en marzo de 2014.

## Historial electoral

### Elecciones parlamentarias de 1993
- Elecciones parlamentarias de 1993, candidato a diputado por el distrito 7 (La Serena, La Higuera, Vicuña, Paihuano y Andacollo)